# Comeglians
Comeglians (friuli nyelven Comelians) település Olaszországban, Friuli-Venezia Giulia régióban, Udine megyében. Lakosainak száma 436 fő (2023. január 1.). Comeglians Ovaro, Paluzza, Ravascletto, Rigolato és Prato Carnico községekkel határos.

## Népesség
A település népességének változása:
| Lakosok száma | 509  | 491  | 436  |
|               | 2017 | 2018 | 2023 |